# Kanton Viroflay
Viroflay is een voormalig kanton van het departement Yvelines in Frankrijk. Het werd opgeheven bij decreet van 21 februari 2014 met uitwerking op 22 maart 2015.
Het kanton Viroflay omvatte uitsluitend de gemeente Viroflay zelf.